# Pujol del Marquès
El Pujol del Marquès és una muntanya de 1.371 metres que es troba al municipi de la Ribera d'Urgellet, a la comarca de l'Alt Urgell.